# Банановая связь
В области органической химии, изогнутая связь, также известная, как Банановая связь — представляет собой тип ковалентной химической связи с геометрией, несколько напоминающей банан. Условный тип химической связи, характеризующийся высоким угловым напряжением. 
Типичный пример «банановых связей» — связи C—C в циклопропане. Стремление молекул избежать появления «банановых связей» приводит к появлению различных конформаций. Впервые теория о напряжении в углеродных циклах была предложена Адольфом Байером в 1885 году. В качестве меры углового напряжения в цикле учёный предлагал использовать величину отклонения валентного угла от стандартного тетраэдрического (109°28′). Так, по его теории циклопропан имел напряжение, равное 109°28′ − 60°/2 = +24°44′, а самым устойчивым к разрыву цикла должен был быть циклопентан с напряжением +0°44′. Теория напряжения объясняла экспериментальные данные о свойствах малых и средних циклов, но не могла обосновать поразительную устойчивость больших и макроциклов.

## Маленькие циклические молекулы
Изогнутые связи представляют собой особый тип химической связи, при котором обычное состояние гибридизации двух атомов, образующих химическую связь, модифицируется с повышенным или пониженным s-орбитальным характером, чтобы приспособиться к особой молекулярной геометрии. Изогнутые связи обнаруживаются в напряженных органических соединениях, таких как циклопропан, оксиран и азиридин.
В этих соединениях атомы углерода не могут принимать валентные углы 109,5° при стандартной гибридизации sp3. Увеличение п-символ sр5 (т.е.1 / 6 с-плотности и 5 / 6 р-плотности)  позволяет уменьшить валентных углов до 60°. В то же время связи углерод-водород приобретают более s-характер, что укорачивает их. В циклопропане максимальная электронная плотность между двумя атомами углерода не соответствует межъядерной оси, отсюда и название изогнутой связи. В циклопропане межглазничный угол составляет 104 °. Это изгибание можно экспериментально наблюдать с помощью дифракции рентгеновских лучей некоторых производных циклопропана: плотность деформации находится вне линии центров между двумя атомами углерода. Длины углерод-углеродных связей короче, чем в обычной алкановой связи: 151 пм против 153 пм.
Циклобутан - более крупное кольцо, но все еще имеет изогнутые связи. В этой молекуле углы связи углерода составляют 90° для плоской конформации и 88° для складчатой. В отличие от циклопропана, длины связей C – C фактически увеличиваются, а не уменьшаются; это происходит главным образом из-за 1,3-несвязанного стерического отталкивания. С точки зрения реакционной способности циклобутан относительно инертен и ведет себя как обычные алканы.